# 65537
65537 é o número natural que segue 65 536 e precede 65 538 . É um número primo e um número de Fermat. É também o maior número conhecido que possui essas duas propriedades.

## Matemática

Construção de um polígono regular com 65.537 lados.

65.537 é o maior número primo do tipo {\displaystyle 2^{2^{n}}\!+1} (n = 4). Desse modo, um polígono regular com 65.537 lados pode ser desenhado. Seu primeiro desenho explícito foi realizado em 1894 por Johann Gustav Hermes. Em teoria dos números, os números primos desse tipo são chamados números primos de Fermat, em referência ao matemática Pierre de Fermat. Os únicos números primos de Fermat conhecidos são:
- {\displaystyle 2^{2^{0}}\!+1=2^{1}\!+1=3} ;
- {\displaystyle 2^{2^{1}}\!+1=2^{2}\!+1=5} ;
- {\displaystyle 2^{2^{2}}\!+1=2^{4}\!+1=17} ;
- {\displaystyle 2^{2^{3}}\!+1=2^{8}\!+1=257} ;
- {\displaystyle 2^{2^{4}}\!+1=2^{16}\!+1=65537}

Leonhard Euler descobriu em 1732 que o seguinte número de Fermat é um número composto :
{\displaystyle 2^{2^{5}}\!+1=2^{32}\!+1=4294967297=641\times 6700417} ,
e, em 1880, Fortuné Landry também identificou a mesma característica para:
{\displaystyle 2^{2^{6}}\!+1=2^{64}\!+1=274177\times 67280421310721} .
65.537 é o décimo-sétimo número de Jacobsthal-Lucas, além de ser o maior número inteiro n conhecido de tal modo que {\displaystyle 10^{n}\!+27} seja um possível primo.

## Aplicações
65.537 é comumente usado como um marco na criptografia RSA. Na medida em que se trata de um número de Fermat tal que {\displaystyle F_{n}=2^{2^{n}}+1}com {\displaystyle n=4}, seu atalho habitual é {\displaystyle F_{4}} ou {\displaystyle F4}. Esse valor foi usado na criptografia RSA principalmente por razões históricas; as primeiras implementações de RSA brutas (sem preenchimento adequado) eram vulneráveis com números muito pequenos, enquanto o uso de números grandes era computacionalmente caro sem benefícios de segurança.
65.537 também é usado como um módulo em alguns geradores de números aleatórios Lehmer, como o usado pelo ZX Spectrum.